# Новобританский земляной дрозд
Новобританский земляной дрозд (Zoothera talaseae) — вид птиц из семейства дроздовых. Выделяют два подвида, причем один из них (Z. t. atrigena) может считаться отдельным видом Zoothera atrigena.

## Распространение
Эндемики Папуа-Новой Гвинеи, где встречаются на островах Новая Британия, Умбои и Бугенвиль. Естественной средой обитания этих птиц являются умеренные, а также субтропические или тропические влажные равнинные и горные леса.

## Описание
Длина тела 23 см. У взрослых особей тёмно-серые верхние части тела с чёрными бахромами, белые пятна на лице, белые глазные кольца. Оконечности крыльев также белые.

## Биология
Питаются насекомыми и другими мелкими животными.

## Охранный статус
МСОП присвоил виду охранный статус LC.